# Mario Klingemann

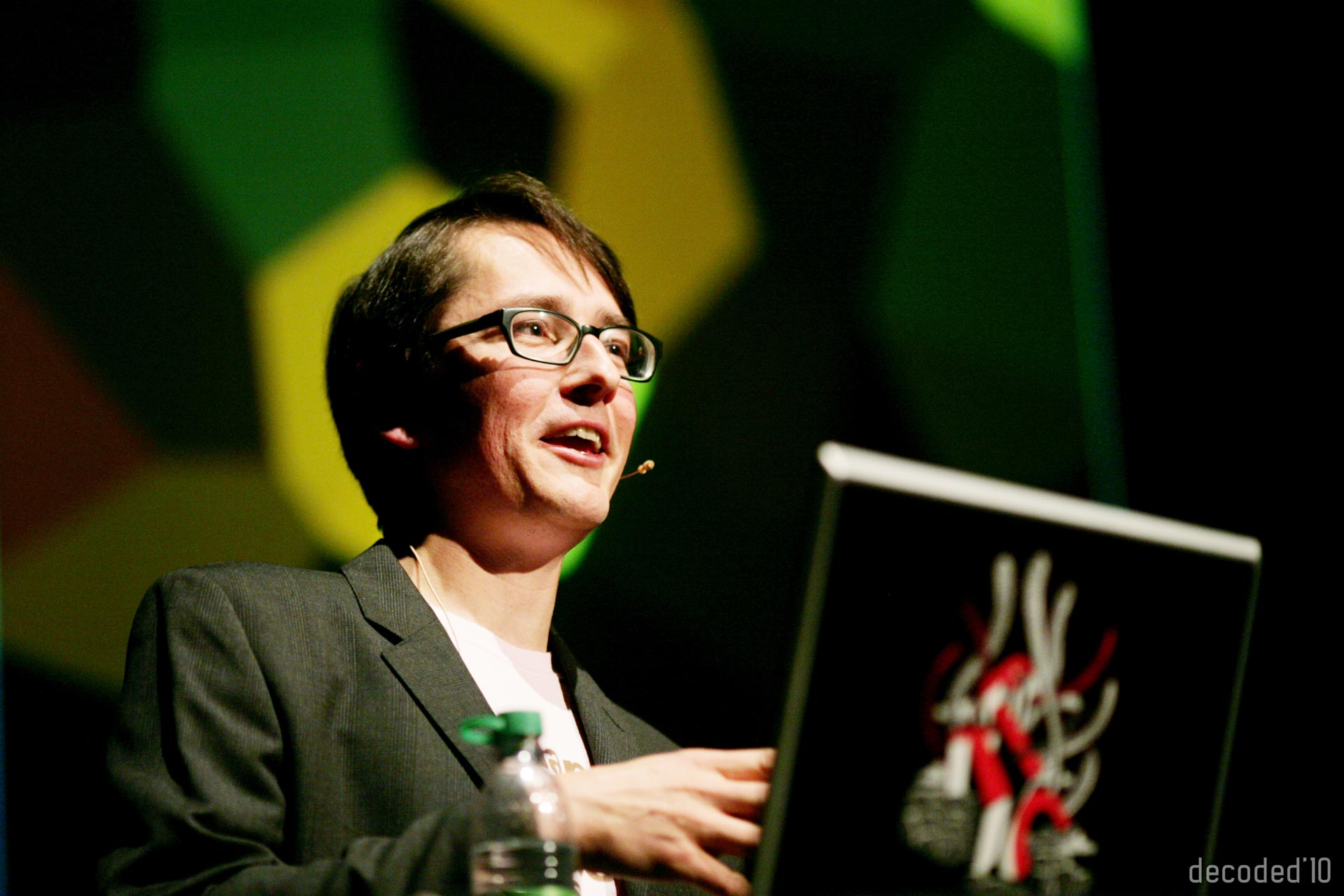
Mario Klingemann, 2010

Mario Klingemann, Künstlername Quasimondo (* 1970 in Laatzen, Niedersachsen), ist ein deutscher Künstler und Pionier auf dem Gebiet Digitaler Kunst mittels künstlicher Intelligenz und Algorithmen.

## Leben
Klingemann, als Künstler ein Autodidakt, brachte sich das Programmieren in den 1980er Jahren selbst bei und entwickelte Mitte der 2000er Jahre generative Systeme und Regeln, damals noch mit Adobe Flash, mit denen er Generative Kunst erschuf. In diesen Tagen war er schon ein vielgefragter Redner über seine Schaffensprozesse. Anfangs sah er sich noch nicht als Künstler, sondern beschrieb sich und sein kreatives Schaffen u. a. in einem Interview, welches das Magazin CREATE OR DIE mit ihm führte, als „Computational Artisan“ – was so viel wie „Rechenkunsthandwerker“ bedeutet.
Klingemann war Mitgründer von Psykosoft, einem Unternehmen mit Sitz in Tours, Frankreich. 2012–2014 war er dort an der Entwicklung von „Psykopaint“ beteiligt, einer Photo-Painting-App für iOS, die kunstvolle und malerische digitale Umsetzungen auf Grundlage realer Fotos ermöglichte.
2016–2018 war er Artist in Residence bei dem Google Arts & Culture Lab in Paris.
Seine Installation „Memories of Passersby I“ wurde 2019 auf der Contemporary Art Day Auction von Sotheby’s für einen Betrag von 40.000 britische Pfund verkauft.
Im 2021 gestarteten BOTTO-Projekt kombiniert Klingemann bildgebende generative KI, Blockchain-Technologie und eine DAO Community, um einen „dezentralen autonomen Künstler“ zu erschaffen. Im Oktober 2024 führten Botto und das Auktionshaus Sotheby’s die erste gemeinsame Auktion „Exorbitant Stage: Botto, a Decentralized AI Artist“ durch, wo digitale Kunstwerke von BOTTO insgesamt ca. 350.000 USD erzielten. Das Projekt nutzt den eigenen BOTTO-Token, um die Community an Erlösen zu beteiligen und so für die kollektive Weiterentwicklung des Algorithmus und seiner Kunst zu belohnen.
Heute lebt er in München, wo er neben seiner Kunst unter der Bezeichnung „Dog & Pony“ mit der Papierkünstlerin Alexandra Lukaschewitz noch einen gestalterischen Freiraum zwischen Galerie und Wunderkammer betreibt.

## Werke und Ausstellungen (Auswahl)
- 2018: Seoul Mediacity Biennale – „Uncanny Mirror“[15][16]
- 2019: Kunstverein Hannover – „Memories of Passersby I“[17]
- 2020: Centre Pompidou, Paris – „Neural Decay“[18]
- 2021: Art Basel Miami – Immersive Installation „Humans + Machines: NFTs and the Ever-Evolving World of Art“[19][20]